# Lebach
Lebach è una città tedesca di 18 694 abitanti, situata nel land della Saarland.